# 필리프 호지너
필리프 호지너(독일어: Philipp Hosiner, 1989년 5월 15일 ~ )는 오스트리아의 축구 선수이며, 포지션은 스트라이커이다. 현재 3. 리가의 켐니츠에서 활약하고 있다.